# Lady Yakuza : Prépare-toi à mourir !
Série Lady Yakuza
Lady Yakuza : Le Retour d'Oryū
(1970) Lady Yakuza : Le Code yakuza
(1972)
Pour plus de détails, voir Fiche technique et Distribution.
Lady Yakuza : Prépare-toi à mourir ! ((緋牡丹博徒 お命戴きます, Hibotan bakuto: Oinochi itadaki masu) est un film japonais de Tai Katō sorti en 1971. C'est le 7e des huit films qui composent la série Lady Yakuza (緋牡丹博徒, Hibotan bakuto).

## Synopsis
Durant son voyage après la mort de son père, Oryū rencontre les habitants d'un village dont les récoltes sont impactées par la pollution d'une usine locale.

## Fiche technique
- Titre français : Lady Yakuza : Prépare-toi à mourir ![1]
- Titre original : (緋牡丹博徒 お命戴きます (Hibotan bakuto: Oinochi itadaki masu?)
- Réalisation : Tai Katō
- Scénario : Morimasa Ōwaku (ja), Norifumi Suzuki et Tai Katō
- Photographie : Motoya Washio
- Musique : Chūji Kinoshita (ja)
- Décors : Akira Yoshimura
- Montage : Shintarō Miyamoto
- Producteur : Gorō Kusakabe et Kōji Shundō
- Sociétés de production : Tōei
- Pays de production :  Japon
- Langue originale : japonais
- Format : couleur — 2,35:1 — son mono
- Genre : drame ; yakuza eiga
- Durée : 93 minutes (métrage : neuf bobines - 2 540 m[2])
- Date de sortie :
  - Japon : 1er juin 1971[2]

## Distribution
- Junko Fuji : Ryuko Yano / Oryū
- Kōji Tsuruta : Kikutaro Yuki
- Kanjūrō Arashi : Hidegoro Omaeda
- Seizaburō Kawazu : Jinpachi Tomioka
- Tomisaburō Wakayama : Torakichi Kumasaka, dit Kumatora
- Hiroshi Nawa (ja) : Sadaji Koyama, un homme du clan Yuki
- Kyōsuke Machida (ja) : Tsunegorō, un homme du clan Yuki
- Minoru Ōki : le capitaine Michisuke Hatanaka
- Asao Uchida (ja) : Ōmura, le directeur
- Keijirō Morozumi : le chef de clan Junsuke Kubo
- Yōichi Numata : Inosuke Kubo, son frère
- Akira Shioji (ja) : Yasujirō Shoji / Yasu le bossu
- Junkō Tōda (créditée sous le nom de Yoshiko Sawa) : Yone
- Kenjirō Ishiyama (ja) : le ministre de l'armée de terre
- Kimiko Kamioka : Fumiko Yuki, la sœur de Kikutaro
- Ken Okamoto : Saburo Yuki, le fils de Kikutaro

## Distinctions
- 1972 : prix Kinema Junpō de la meilleure actrice pour Junko Fuji (conjointement pour son interprétation dans Onna toseinin)[3],[4]
- 1972 : prix Mainichi de la meilleure actrice pour Junko Fuji[5]

## Les films de la sérieLady Yakuza
La série comprend huit films qui appartiennent au genre ninkyo eiga (ou  « films de chevalerie ») une branche du film de yakuza qui relate l'affrontement mortel entre ceux qui s'efforcent de suivre le code moral des yakuzas et ceux qui le dévoient en transformant leur clan en organisations criminelles sans foi ni loi.
Tai Katō, cinéaste star de la Tōei, est l'auteur d'une sorte de série à l'intérieur de la série, ses trois films (épisodes 3, 6 et 7) fonctionnant comme une trilogie fermée sur elle-même, très marquée par son style visuel tranché (plans penchés, contre-plongées, arrêts sur images, utilisation massive des amorces, des ouvertures et des très longues focales pour structurer le cadre, etc.). Lady Yakuza : Le Retour d'Oryū fait directement suite à Lady Yakuza : Le Jeu des fleurs en prolongeant l'intrigue de la petite aveugle à laquelle Oryū s'attache comme à l'enfant qu'elle n'aura jamais.
Les films de la série :
- 1968 : Lady Yakuza : La Pivoine rouge (緋牡丹博徒, Hibotan bakuto?) de Kōsaku Yamashita
- 1968 : Lady Yakuza : La Règle du jeu (緋牡丹博徒 一宿一飯, Hibotan bakuto: Isshuku ippan?) de Norifumi Suzuki
- 1969 : Lady Yakuza : Le Jeu des fleurs (緋牡丹博徒 花札勝負, Hibotan bakuto: Hanafuda shōbu?) de Tai Katō
- 1969 : Lady Yakuza : L'Héritière (緋牡丹博徒 二代目襲名, Hibotan bakuto: Nidaime shūmei?) de Shigehiro Ozawa
- 1969 : Lady Yakuza : Chronique des joueurs (緋牡丹博徒 鉄火場列伝, Hibotan bakuto: Tekkaba retsuden?) de Kōsaku Yamashita
- 1970 : Lady Yakuza : Le Retour d'Oryū (緋牡丹博徒 お竜参上, Hibotan bakuto: Oryū sanjō?) de Tai Katō
- 1971 : Lady Yakuza : Prépare-toi à mourir ! (緋牡丹博徒 お命戴きます, Hibotan bakuto: Oinochi itadaki masu?) de Tai Katō
- 1972 : Lady Yakuza : Le Code yakuza (緋牡丹博徒 仁義通します, Hibotan bakuto: Jingi tōshi masu?) de Buichi Saitō